# Liste der Äbte und Fürstäbte des Fürststifts Kempten

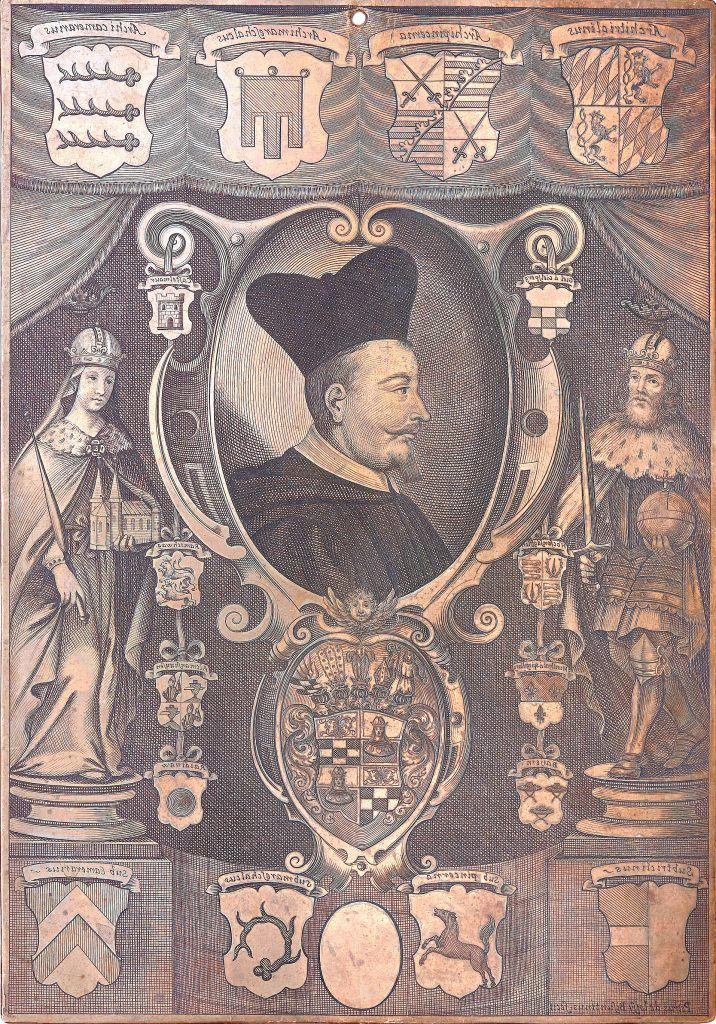
Kupferne Druckplatte aus dem 17. Jahrhundert mit einer Darstellung des Kemptener Fürstabtes Roman Giel von Gielsberg. Da die Platte für den Druck konzipiert ist, ist sie spiegelverkehrt ausgeführt.

Die Liste der Äbte und Fürstäbte des Fürststifts Kempten zeichnet alle Prälaten des ab dem 11. bzw. 12. Jahrhundert reichsunmittelbaren Fürststifts aus. Erster Abt war Audogar, mit dessen Namen die Gründung des Klosters im 8. Jahrhundert verbunden ist. Ab etwa dem 12. Jahrhundert ist der Titel Fürstabt bezeugt. Letzter Fürstabt war Castolus Reichlin von Meldegg, der mit der Säkularisation im Jahr 1803 seine Macht verlor.
Die Fürstäbte führten teilweise bischöfliche Rechte aus. Die Fürstäbte von Kempten sind in der Stifts- und Pfarrkirche St. Lorenz bestattet, die erst im 17. Jahrhundert nach einer Zerstörung des Klosters während des Dreißigjährigen Kriegs entstanden ist. Die sterblichen Überreste der Herrscher wurden hierbei aus dem zerstörten Marienmünster, die Stiftskirche bis zur Zerstörung des Klosters, in die neue Stiftskirche St. Lorenz in Grüfte und in die Krypta umgebettet. Hierbei entsprechen die angebrachten Platten mit den angegebenen Namen nicht unbedingt mit der dahinter bestatteten Person.
Problematisch bei der Auflistung sind fiktive Äbte sowie Gegenäbte. Das Fürststift konnte im 16. bzw. 17. Jahrhundert selber keine vollständige Abtsliste erstellen und scheiterte nach mehreren Anläufen, vor allem wegen des Mangels an Quellen. Auf eine Vollständigkeit und Korrektheit muss daher in diesem Fall verzichtet werden.

## Liste
- Audogar 773–796
- Theothun 796–798
- Agapetus von Harthorn 8??–817
- Totto I. 817–840 (auch Tatto[1])
- Erkenbert Möringer 840–854
- Konrad I. von Kalbsangst 854–857 (fiktiv)
- Gerung Amberger 857–862
- Ringrim 862–865
- Caroman 865–867
- Lantfried I. von Hattenweil 867–876
- Salomon 876–888
- Waldo von Freising 889–892
- Friedrich I. Gremlich von Ochsenbach 892–910
- Burkhard I. Rizner von Hattenhofen 910–927
- Theobald I. Preitfelder von Aichstetten 927–928
- Adalbert I. Landfuhrer von Sulgau 928–930
- Irminhard 930
- Agilolf 930–940
- Ludwig Friedsamer von Rauns 940–941
- Egilbert von Richsluss 941
- Bischof Ulrich von Augsburg 941–962
- Alexander Fordresser von Eck 962–972
- Giselfried I. 972–983
- Rudolf I. 983–993
- Stephan Taradur von Erbach 993–1012
- Eberhard I. Hartensteiner von Wineden 1012–1013, † 1044
- Burkhard II. 1013–1026
- Eberhard I. Hartensteiner von Wineden 1026–1044 (erneut)
- Giselfried II. Preitblath von Mühlhausen 1044–1048
- Landolf Reinstetter von Hoheneck 1048–1049
- Berthold I. von Tannenfels 1049–1061
- Otenus 1061–1064
- Heinrich I. Dornstich von Alt-Ravensburg 1064–1073
- Konrad II. Neubrunner 1073–1075
- Adalbert II. 1078–1089
- Eberhard II. 1089–1092
- Ulrich II. Lindagrun von Ochsenbach 1092–1094
- Eberhard III. 1094–1105
- Mangold 1105–1109
- Hartmann 1109–1114
- vakant
- Totto II. von Crisheim 1125–1127
- Friedrich II. Festenberger 1127–1138
- Friedrich III. von Klingenstein 1138–1142
- Robert Konrad von Scheideck 1142–1144
- Eberhard IV. 1144–1147
- Fredeloch Vorbürger von Helmstorff 1147–1150
- Friedrich IV. von Helmishofen 1150–1155
- Adalbert III. 1155–1164
- Hartmann II. 1164–1166
- Lantfried II. 1166–1185
- Berthold II. Hochberger 1185–1197
- Heinrich II. 1197–?
- Werner von Kalbsangst ?–1208
- Rudolf II. Wolfgang von Königsegg 1208–1213
- Heinrich III. von Burtenbach 1213–1224
- Heinrich IV. von Sömmerau 1224–1234
- Arnold 1234–1235
- Gebhard Orteck 1235–1237
- Friedrich V. von Münster 1237–1239
- Theothun II. Birkh von Felsberg 1239–1240
- Overger Randecker 1240–1242
- Hartmann III. Mulegg 1242–1251
- Hugo 1251–1253
- Ulrich III. Nordlinger 1253–1255
- Ruprecht I. 1255–1268
- Eberhard IV. Burgberger 1268–1270
- Rudolf III. von Hohenegg 1270–1284
- Guido Ritzner 1284–1286
- Konrad III. von Gundelfingen 1286–1302
- Hartmann IV. von Rauns 1302–1315
- Wilhelm 1315–1320
- Heinrich V. Unrein von Hirsendorf 1320–1331
- Burkhard III. Bürck von Hasenweiler 1331–1346 zusammen mit
- Konrad IV. 1333–1346 zusammen mit
- Gerwig I. von Helmshofen 1333–1336
- Heinrich VI. von Oberhofen 1346–1347
- Randger Feldeck von Roggenfurt 1347–1356 (erster Fürstabt)
- Heinrich VII. von Mittelsburg 1356–1382
- Friedrich VI. von Hirschdorf 1382–1405 zusammen mit
- Pilgrim I. von Nordholz 1382–1386
- Friedrich VII. von Laubenberg 1405–1434
- Pilgrim II. von Wernau 1434–1451
- Gerwig II. von Sulmentingen 1451–1460
- Johann I. von Wernau 1460–1481
- Johann von Riedheim 1481–1507
- Johann Rudolf von Raitenau 1507–1523
- Sebastian von Breitenstein 1523–1535
- Wolfgang von Grünenstein 1535–1557
- Georg von Gravenegg-Burchberg 1557–1571
- Eberhard V. von Stein 1571–1584
- Adalbert IV. von Hoheneck 1584–1587
- Johann Erhard Blarer von Wartensee 1587–1594
- Johann Adam Renner von Allmendingen 1594–1607
- Heinrich VIII. von Ulm-Langenrhein 1607–1616
- Johann Eucharius von Wolffurt 1616–1631
- Johann Willibald Schenk von Castell 1631–1639
- Roman Giel von Gielsberg 1639–1673
- Bernhard Gustav Adolf von Baden-Durlach 1673–1677 (Kardinal)
- Rupert von Bodman 1678–1728
- Anselm Reichlin von Meldegg 1728–1747
- Engelbert von Syrgenstein 1747–1760
- Honorius Roth von Schreckenstein 1760–1785
- Rupert II. von Neuenstein 1785–1793
- Castolus Reichlin von Meldegg 1793–1803